# 관객모독
관객모독(독일어: Publikumsbeschimpfung)은 오스트리아의 작가 페터 한트케의 기존의 연극 개념을 거부하는 실험적인 언어극이다. 원작은 독일어로 되어 있으며, 특정한 줄거리 없이 네 명의 배우들만이 무대에 서서 관객에게 일방적으로 말을 하다가 끝내 모독하는 내용으로 가득 차 있다. 독일의 경우 1966년 프랑크푸르트에서 초연되었다.